# Nová Dedina
Nová Dedina este o comună slovacă, aflată în districtul Levice din regiunea Nitra. Localitatea se află la altitudinea de 200 m deasupra n.m., se întinde pe o suprafață de 29,17 km2 și în 2017 număra 1.513 locuitori.

## Istoric
Localitatea Nová Dedina este atestată documentar din 1075.

## Demografie
| An:                | 1994 | 2004   | 2014   | 2024   |
| ------------------ | ---- | ------ | ------ | ------ |
| Număr de persoane: | 1588 | 1540   | 1524   | 1455   |
| Diferență:         |      | −3,02% | −1,03% | −4,52% |

| An:                | 2023 | 2024   |
| ------------------ | ---- | ------ |
| Număr de persoane: | 1452 | 1455   |
| Diferență:         |      | +0,20% |